# Шереметьев, Александр Иванович
Александр Иванович Шереметьев (8 августа 1872 — 2 сентября 1937) — русский военный деятель, полковник (06.05.1914). Герой Первой мировой войны.

## Биография
Родился в Каменец-Подольской губернии в семье Ивана Ивановича Шереметьева и Зинаиды Порфирьевны Шереметьевой. Был православного вероисповедания. Начальное образование получил в кадетском корпусе. На военную службу поступил 30 августа 1890 года. Окончил Константиновское военное училище. Был выпущен в 41-й Селенгинский пехотный полк. Получил чин подпоручика (ст.08.05.1891), затем поручика (ст.08.05.1895). Окончил интендантские курсы по 1-му разряду. В 1898 году занимал должность помощника бухгалтера Главного интендантского управления. С 1903 года — исполняющий должность начальника Главного интендантского управления. В 1904 году получил чин капитана. С 1907 года — исполняющий должность чиновника канцелярии Технического комитета. С 1909 года — исполняющий должность штаб-офицера VII класса для особых поручений при Главном интендантском управлении.
С 1909 года — помощник председателя Московской приемной комиссии. Штаб-офицер VII класса для особых поручений при Главном интендантском управлении (с 07.04.1909). Подполковник (пр. 1910; ум. 26.02.1910; за отличие). Квартирмейстер 22-й пехотной дивизии (05.06.1911-22.11.1912). Исполняющий должность штаб-офицера для поручений VI класса Главного интендантского управления (22.11.1912 — 13.02.1913). Квартирмейстер 1-й гвардейской пехотной дивизии (13.02.1913 — 15.06.1914). Корпусной интендант 1-го армейского корпуса (с 15.06.1914). Полковник (av.06.05.1914; з.в. 06.05.1914; за отличие в службе). Участник Первой мировой войны. На 01.08.1916 находился в том же чине и звании. На 1937 год проживал в Барнауле. Работал бухгалтером в артели «Красный Октябрь». Арестован НКВД 16 июня 1937 года. 22 августа 1937 года тройкой при УНКВД по Транссибирскому краю приговорён к расстрелу по обвинению по ст. 58-2, 4, 6, 10 и 11. Был расстрелян. Полностью реабилитирован 3 февраля 1959 года Военным трибуналом СибВО.

## Награды
- Орден Святой Анны 3-й степени (1906)
- Орден Святого Станислава 2-й степени (ВП 06.12.1913)[6], мечи к ордену Св. Станислава 2-й ст. (утв. ВП 27.10.1915)
- Орден Святого Владимира 4-й степени (ВП 10.08.1915)
- Орден Святой Анны 2-й степени (ВП 19.05.1916)
- Орден Святого Владимира 3-й степени (ВП 22.06.1916)